# John McLaughlin
John McLaughlin, född 4 januari 1942 i Doncaster, South Yorkshire, är en brittisk jazz- och fusionmusiker (gitarrist) och kompositör. Han har dels gjort sig ett namn som soloartist, dels spelat i bland annat Mahavishnu Orchestra och i Miles Davis band (bland annat på albumet Bitches Brew). 
McLaughlins tidigare verk är elektrisk rock/jazz-fusion. 1974 kom Mahavishnu Orchestra och London Symphony Orchestra med Michel Tilson Thomas med skivan Apocalypse som blandade modern jazz fusionerad med senromantisk orkesterklang. På 1980- och 90-talet har McLaughlin tillsammans med flamencogitarristen Paco de Lucía och jazzgitarristen Al Di Meola levererat virtuosa akustiska liveframträdanden. McLaughlin använder ofta indiska element och bjuder in indiska musiker, bland andra tablaspelaren Zakir Hussain.Under gruppnamnet Shakti.

## Diskografi
- 1969 – Extrapolation
- 1970 – Bitches Brew - Miles Davis
- 1970 – Where Fortune Smiles
- 1970 – My Goal's Beyond
- 1970 – Devotion
- 1972 – The Inner Mounting Flame
- 1972 – Birds of Fire
- 1973 – Love Devotion Surrender - McLaughlin & Santana
- 1973 – Between Nothingness and Eternity
- 1973 – The Lost Trident Sessions (utgiven 1999)
- 1974 – Apocalypse
- 1974 – Big Fun  - med Miles Davis
- 1975 – Visions of the Emerald Beyond
- 1975 – Shakti - with Shakti
- 1976 – Inner Worlds
- 1977 – Natural Elements  - med Shakti
- 1977 – A Handful of Beauty  - med Shakti
- 1978 – Electric Guitarist
- 1979 – Electric Dreams
- 1981 – Belo Horizonte
- 1982 – Passion, Grace and Fire
- 1983 – Music Spoken Here
- 1984 – Mahavishnu
- 1987 – Adventures in Radioland
- 1988 – Mediterranean Concerto (For Guitar & Orchestra)
- 1989 – Live at the Royal Festival Hall
- 1991 – Que Alegria
- 1993 – Time Remembered: John McLaughlin Plays Bill Evans
- 1993 – Tokyo Live
- 1994 – After the Rain
- 1995 – The Promise (John McLaughlin-album)
- 1996 – Paco de Lucia/John McLaughlin/Al Di Meola
- 1997 – The Heart of Things
- 1999 – The Lost Trident Sessions
- 1999 – Remember Shakti
- 2000 – Remember Shakti: The Believer
- 2000 – The Heart of Things: Live in Paris
- 2001 – Remember Shakti: Saturday Night in Bombay
- 2003 – Thieves and Poets
- 2006 – Industrial Zen
- 2008 – Floating Point
- 2010 – To The One